# Paweł Przeczkowski
Paweł Przeczkowski herbu Szeliga (zm. przed 25 marca 1767 roku) – podsędek przemyski w latach 1765–1767, cześnik sanocki w 1765 roku, podwojewodzi przemyski w 1755 roku, sędzia grodzki przemyski w latach 1754–1765, cześnik wiski w latach 1733–1748.